# Archidiecezja Tuguegarao

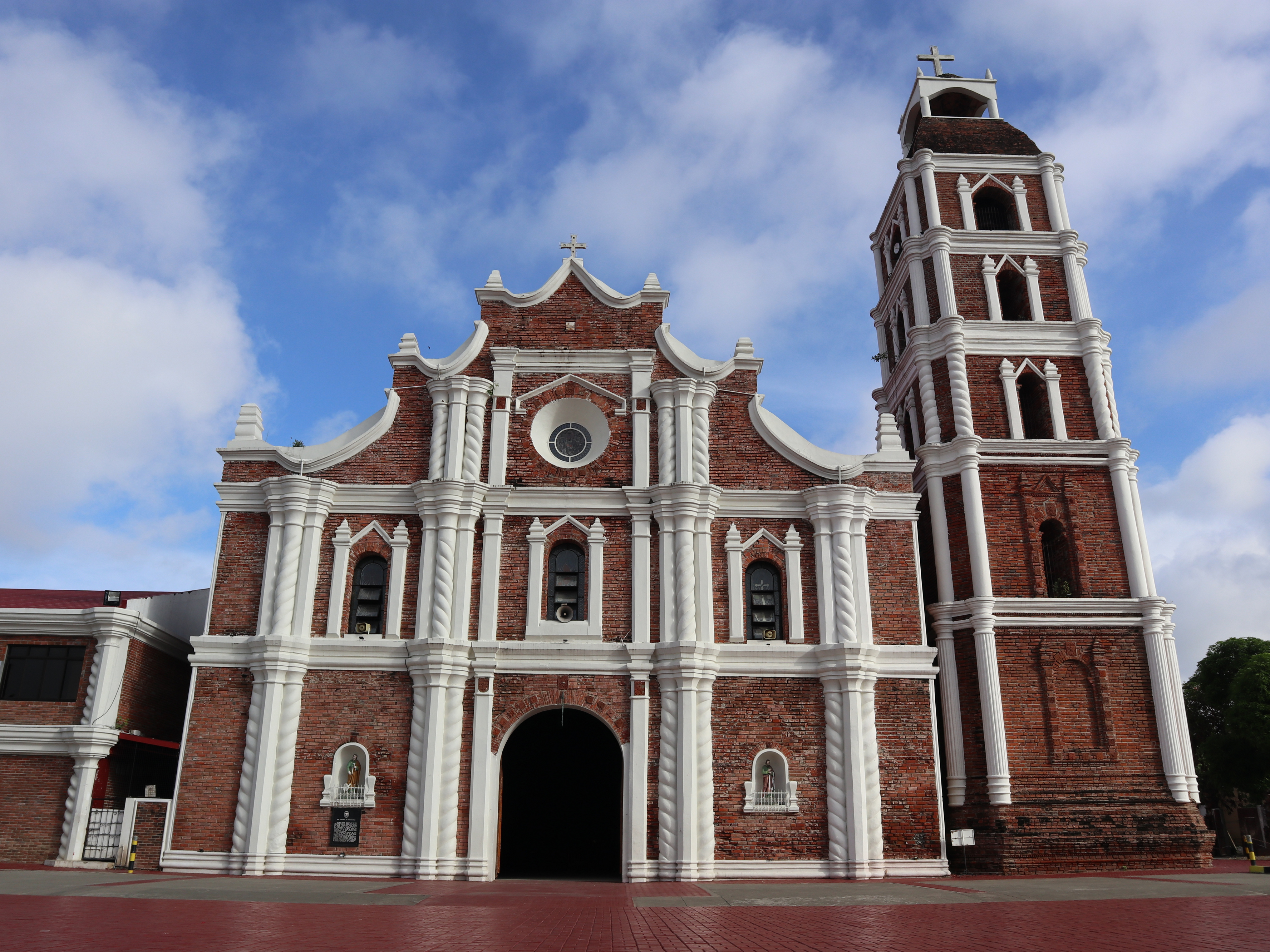
Katedra świętych Piotra w Tugurgarao

Archidiecezja Tuguegarao – diecezja rzymskokatolicka na Filipinach. Powstała w 1910 jako diecezja. Od 1974 archidiecezja i siedziba metropolii.

## Lista biskupów i arcybiskupów
- Biskupi:
  - Maurice Patrick Foley  (1910–1916)
  - Santiago Caragnan Sancho  (1917–1927)
  - Constancio Jurgens, C.I.C.M.  (1928–1950)
  - Alejandro Olalia (1950–1953)
  - Teodulfo Sabugal Domingo (1957–1974)

- Arcybiskupi:
  - Teodulfo Sabugal Domingo (1974–1986)
  - Diosdado Talamayan (1986–2011)
  - Sergio Utleg (2011–2019)
  - Ricardo Baccay (od 2019)